# Schachboxen

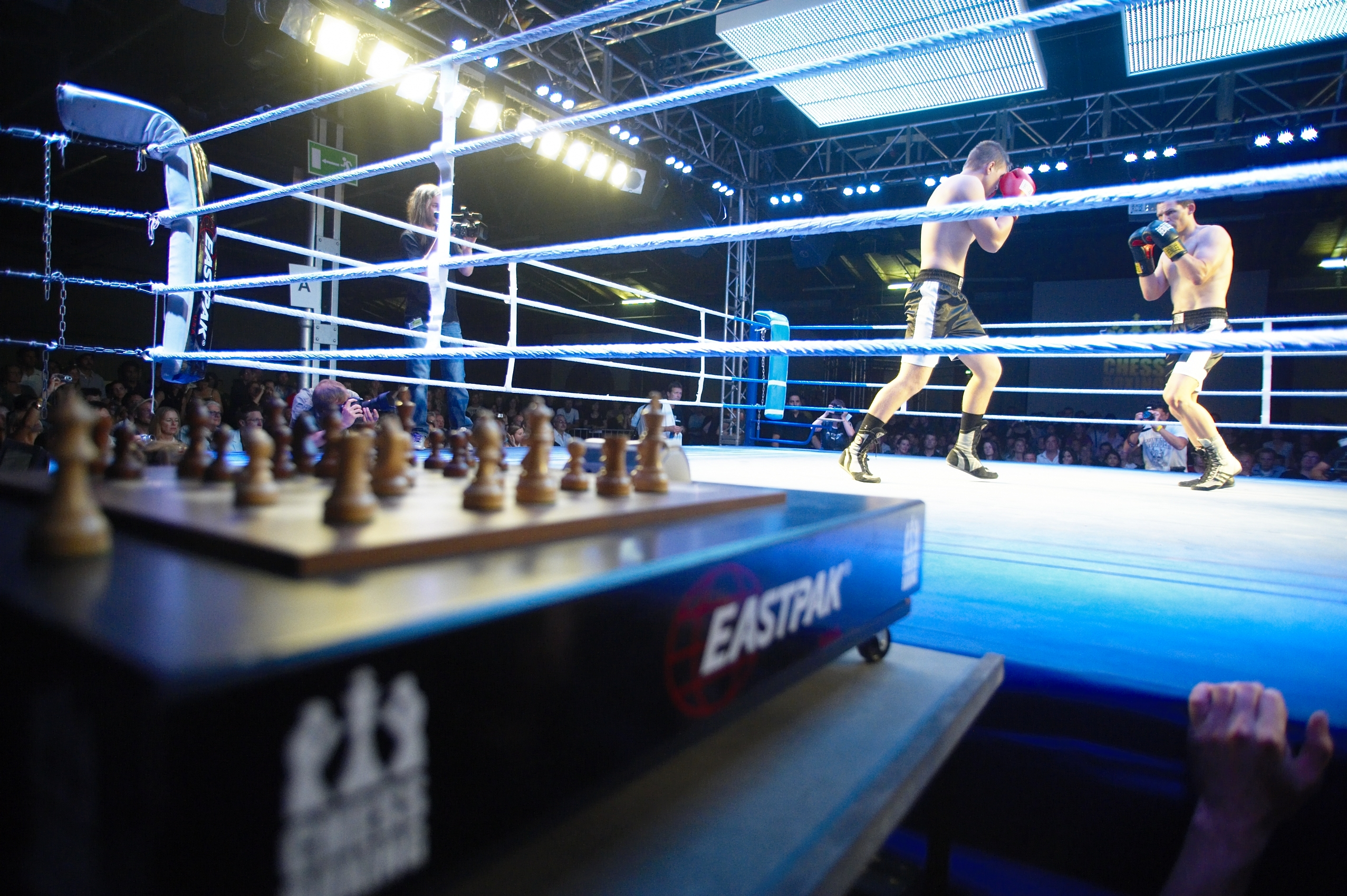
Nikolay Sazhin und Frank Stoldt kämpfen um den Titel.

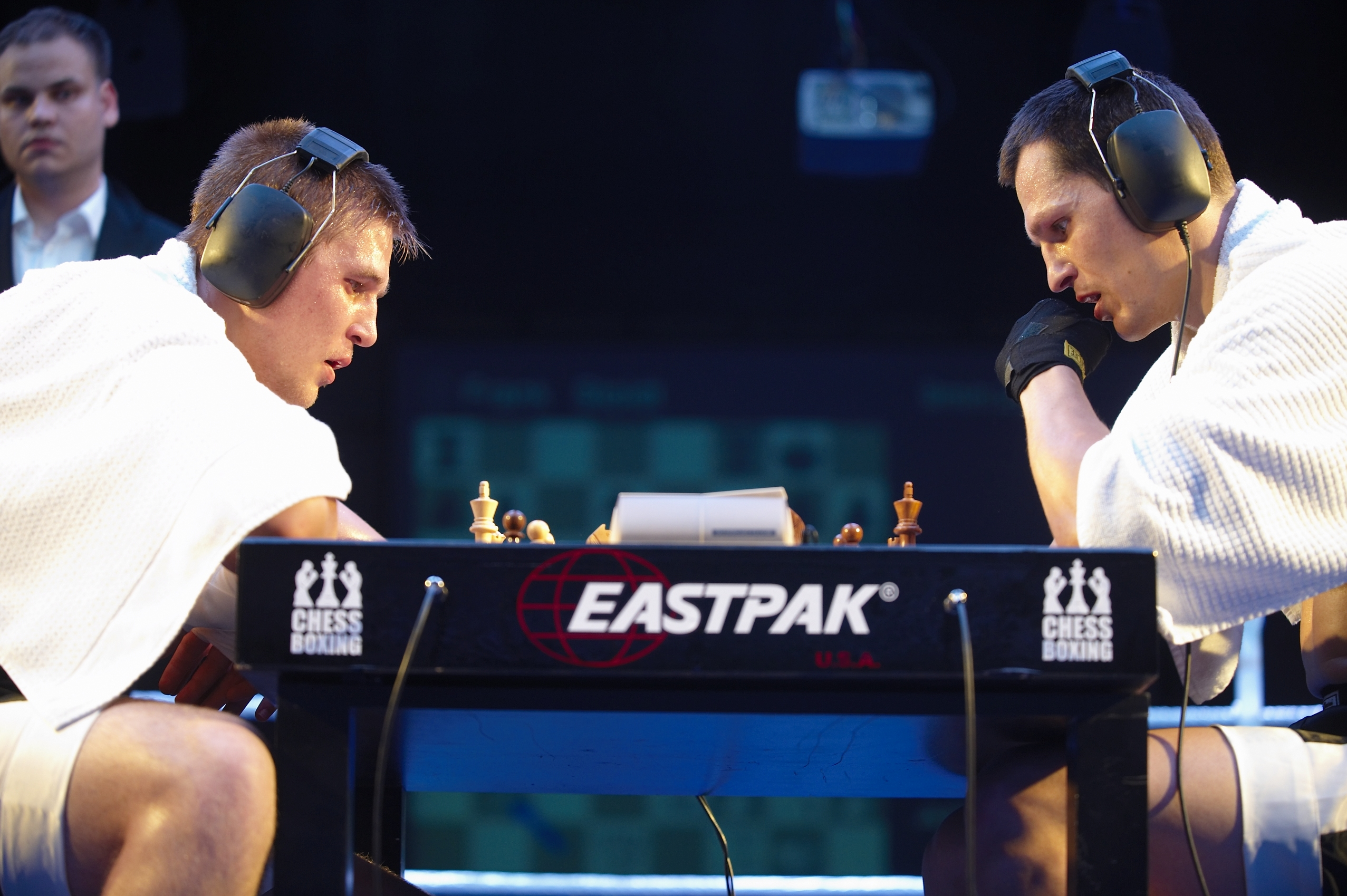
Nikolay Sazhin (links) beim Gewinn des Titels in Berlin 2008

Schachboxen ist eine Kampfsportart, bei der die beiden traditionellen Sportarten Schach und Boxen miteinander verbunden werden. Jeweils abwechselnd treten die Kämpfer in Schach- und Boxrunden gegeneinander an. Schachboxen wurde 2003 von dem niederländischen
Aktionskünstler Iepe Rubingh (1974–2020) erfunden. Zunächst als Kunstperformance gedacht, entwickelte sich die Idee schnell zum ausgereiften Wettkampfsport.

## Regeln

### Ablauf eines Schachboxkampfes
Die klassischen Schachboxregeln sehen einen Kampf über elf Runden vor, wobei im Wechsel sechs Runden im Schach und fünf im Boxen bestritten werden. Der Kampf beginnt und endet mit einer Schachrunde. Jede der Runden dauert drei Minuten. Die Zeit für das Schach summiert sich demnach auf 18 Minuten, für jeden Spieler also neun Minuten Bedenkzeit, das entspricht einer Blitzschach-Partie. Nach jeder Schach-Sequenz wird die aktuelle Position digital registriert. Das Boxen summiert sich auf 15 Minuten. Zwischen den Box- und Schachrunden liegen Pausen von in der Regel 60 Sekunden, auch zum An- und Ablegen der Boxhandschuhe. Bei Amateur-Schachboxkämpfen kann es in gewissem Rahmen zu veränderten Runden- und Kampflängen kommen, zum Beispiel bei Jugendturnieren oder Showkämpfen.

### Kampfentscheidung
Ein Schachboxkampf kann durch folgende Ereignisse vorzeitig entschieden werden:
- Sieg durch Knockout (in Boxrunden)
- Sieg durch technischen Knockout (in Boxrunden)
- Sieg durch Schachmatt (in Schachrunden)
- Sieg durch Ablaufen der Schachzeit eines Kämpfers (in Schachrunden)
- Disqualifikation wegen Zeitspiels (in Schach- oder Boxrunden nach mehrmaliger vorheriger Verwarnung)
- Sieg durch Aufgabe des Gegners (in Schach- oder Boxrunden)

Kann keine vorzeitige Entscheidung von einem der beiden Kämpfer herbeigeführt werden und endet die Schachpartie Remis, so wird der Sieger nach Punkten im Boxen ermittelt. Endet auch der Boxkampf Remis, so gewinnt der Schachboxer, der im Schach mit den schwarzen Figuren gespielt hat. Dieser Fall ist in der Praxis allerdings noch nicht vorgekommen.

### Gewichtsklassen
Aktuell (Stand August 2014) gelten für die professionellen Schachboxwettkämpfe der Chess Boxing Global folgende Gewichtsklassen:
Männer (ab 17 Jahren)
- Leichtgewicht: bis 70 kg
- Mittelgewicht: bis 80 kg
- Halbschwergewicht: bis 90 kg
- Schwergewicht: ab 90 kg

Frauen (ab 17 Jahren)
- Leichtgewicht: bis 55 kg
- Mittelgewicht: bis 65 kg
- Halbschwergewicht: bis 75 kg
- Schwergewicht: ab 75 kg

Bei Amateurwettkämpfen der WCBO werden die Gewichtsklassen in der Regel in 5-Kilogramm-Schritten abgestuft, in Ausnahmefällen werden auch 10-Kilogramm-Schritte toleriert.

## Geschichte
Der Ursprung der Idee Rubinghs, eine neue Sportart aus den Disziplinen Schach und Boxen zu kreieren, stammt aus dem Comic „Froid Équateur“ des französischen Zeichners Enki Bilal. In dem 1992 erschienenen Werk wird eine Weltmeisterschaft im Schachboxen ausgetragen. Die Comicversion sah allerdings vor, dass die Kontrahenten zunächst einen kompletten Boxkampf gegeneinander auskämpfen und sich anschließend in einer Partie Schach gegenübertreten. Rubingh empfand dieses Prinzip als unpraktisch und entwickelte es weiter, hin zum heutigen Wettkampfsport Schachboxen, bei dem sich Schach und Boxrunden abwechseln und der einem detaillierten Regelwerk folgt.
Eine frühe Form der Kombination von Schach und Boxen wurde Ende der 1970er Jahre in einem Boxclub am Rande Londons beobachtet. Die beiden Gebrüder Robinson machten es sich zur Gewohnheit, nach dem Training in ihrem Boxclub eine Partie Schach gegeneinander zu spielen. Zwischen dem Schachspiel der Gebrüder Robinson und der eigentlichen Sportart Schachboxen kann allerdings kein konkreter Zusammenhang festgestellt werden. Gleiches gilt für den Kung-Fu-Film „Mystery of Chessboxing“ (1979) sowie den Song „Da Mystery of Chessboxin'“ (1993) des Wu-Tang Clans.

### Anfangsjahre
Der erste Schaukampf im Schachboxen fand 2003 in Berlin statt. Im selben Jahr wurde in Amsterdam, in Zusammenarbeit mit dem niederländischen Boxverband sowie dem niederländischen Schachverband, der erste Weltmeisterschaftskampf unter Flagge der kurz zuvor in Berlin gegründeten
World Chess Boxing Organisation (WCBO) ausgetragen. Im Mittelgewicht traten die beiden Niederländer Iepe Rubingh und Jean Louis Veenstra gegeneinander an. Rubingh gewann den Kampf in der 11. Runde durch Ablauf der Schachzeit seines Konkurrenten und trug sich als erster Weltmeister im Schachboxen in die Geschichtsbücher ein. Den Chess Boxing Club Berlin gründete er im darauffolgenden Jahr (2004) als weltweit ersten Schachboxverein. Berlin gilt nicht zuletzt deshalb als Wiege des Schachboxens.

### 2005 bis 2008 – Die ersten Meister
Am 1. Oktober 2005, zwei Jahre nach dem ersten Weltmeisterschaftskampf, fand in Berlin der erste Europameisterschaftskampf im Schachboxen statt. Tihomir Atanassov Dovramadjiev ( Bulgarien) bezwang den heutigen Schachboxkommentator Andreas Dilschneider ( Deutschland) durch Aufgabe in der siebten Runde (Schach) und krönte sich zum ersten Schachboxeuropameister.
2006 fanden über 800 Zuschauer den Weg ins Gloria-Theater in Köln zum WM-Qualifikationskampf zwischen Zoran Mijatovic ( Kroatien) und Frank Stoldt ( Deutschland). Der 37-jährige ehemalige UN-Ausbilder im Kosovo und Afghanistan Frank Stoldt gewann durch Aufgabe seines Konkurrenten im Schach in der siebten Runde.
Nachdem er sich 2006 für den Titelkampf qualifiziert hatte, trat Frank Stoldt ( Deutschland) im November 2007 in Berlin gegen den Amerikaner David Depto ( Vereinigte Staaten) im Kampf um den ersten Weltmeistertitel im Halbschwergewicht an. Über 1200 Karten konnten für den bis dato größten Titelkampf im Berliner Tape Club verkauft werden. Diesmal gab es das erste Schachmatt bei einem offiziellen WCBO-Kampf. Frank Stoldt besiegte David Depto am Brett in Runde 7 und untermauerte als erster deutscher Weltmeister die Berliner Vormachtstellung im Schachboxen.

### 2008 bis 2011 – Die Schachboxfamilie wächst
Im April 2008 erfuhr das Schachboxen erste Anerkennung aus dem internationalen Schachverband FIDE: Dessen Präsident Kirsan Ilyumzhinov trat in einem Schachbox-Demonstrationskampf an in Elista. Gleichzeitig wuchs die Schachboxgemeinschaft auf der ganzen Welt immer rasanter. Im Jahr 2008 wurden Schachboxvereine in London und Sibirien gegründet, 2009 entstand mit dem Los Angeles Chessboxing Club der erste Verein in den USA, unmittelbar gefolgt von der Gründung des New York Chessboxing Club im Jahr 2010. Ebenfalls seit 2010 wird im Münchener Boxwerk Schachboxtraining angeboten.
Neben den zunächst europaweit, später weltweit ausgetragenen Weltmeisterschaften der WCBO entwickelte sich um den London Chessboxing Club eine größere Szene, in der regelmäßige Schaukämpfe stattfinden. 2011 kam es zwischen den beiden großen Schachboxhochburgen Berlin und London zum ersten internationalen Clubvergleich, aus dem London mit 2:1 gewonnenen Kämpfen als Sieger hervorging.

### 2011 bis heute – Weltweite Ausbreitung und Professionalisierung
2011 machte die WCBO und damit auch die weltweite Schachboxgemeinschaft den bis dato größten Entwicklungssprung mit dem Beitritt der Chessboxing Organisation India und der Ausbreitung auf den Asiatischen Kontinent. Außerdem nahm im zweiten Jahrzehnt des 21. Jahrhunderts die Professionalisierung des Schachboxens Formen an. Neben der WCBO, die 2014 zu einem eingetragenen Verein nach deutschem Recht wurde, erfolgte die Gründung der
Chess Boxing Global Marketing GmbH (CBGM), welche seit Mai 2013 für die weltweite Ausrichtung aller professionellen Schachboxkämpfe und vor allem für die Ausrichtung der offiziellen Schachbox-Weltmeisterschaften verantwortlich ist.
Die Chess Boxing Organisation India wurde 2011 durch den Kickbox-Funktionär und ehemaligen Indischen Kickbox- und Karatemeister Montu Das gegründet. Dadurch kam die Entwicklung des Schachboxens in Asien in Schwung. Bereits im folgenden Jahr wurde auch in Westasien der erste Schachboxverband gegründet: die Chess Boxing Organisation Iran, ebenfalls von einem Funktionär mit Erfahrung in der Kickboxwelt: Fereydoun Pouya.
Gleichzeitig wurde in der Professionalisierung des Schachboxens ein Meilenstein erreicht: Die Weltmeisterschaftskämpfe 2013 Moskau waren das erste von Chess Boxing Global organisierte und vermarktete Schachboxevent. Mit gleich drei Weltmeisterschaftskämpfen an einem Abend, mehr als 1200 Zuschauern und einem bis dahin nie gesehenen Kampfniveau setzte das erste CBGM-Event neue Maßstäbe in der Geschichte des Schachboxens, allen voran Leonid Chernobaev  Belarus, der über 15 Jahre Schacherfahrung besitzt und sich in der Boxwelt bereits als Sparringspartner von Marco Huck und mit über 200 Amateurkämpfen profilieren konnte. Er errang den Titel im Halbschwergewicht gegen den Inder Tripathi Shailesh  Indien durch technischen Knock Out im Boxen. Sven Rooch  Deutschland sicherte sich den Titel im Mittelgewicht gegen Jonatan Rodriguez Vega  Spanien durch Aufgabe des Spaniers im Schach und der Schwergewichts Weltmeisterschaftskampf zwischen Nikolay Sazhin  Russland und Gianluca Sirci  Italien wurde durch Schachmatt zugunsten des Russen Nikolay Sazhin entschieden.
Sazhin ( Russland, Schwergewicht), Chernobaev ( Belarus, Halbschwergewicht) und Rooch ( Deutschland, Mittelgewicht) gingen damit als erste offizielle Chessboxing Global-Weltmeister in die Geschichte des Schachboxens ein – Sie sind die ersten Profiweltmeister im Schachboxen überhaupt.
Und auch für die Entwicklung zum Breitensport konnten 2013 und Anfang 2014 große Erfolge in der Schachboxwelt erreicht werden. Bei den zweiten und dritten Indischen Meisterschaften, im Sommer 2013 in Salem und im Frühjahr 2014 in Jodhpur, bei denen jeweils rund 245 Kämpfer in unterschiedlichen Alters- und Gewichtsklassen an den Start gingen, so viele wie nie zuvor bei Schachboxevents.
Seit 2017 findet eine internationale WCBO Weltmeisterschaft im Schachboxen statt. Nach einer zweijährigen Pause bedingt durch Corona wurde die Weltmeisterschaft in Antalya, Türkei im November 2022 wieder ausgetragen. Die Weltmeisterschaften fanden 2017 und 2018 in Kalkutta, Indien und 2019 und 2022 in Antalya, Türkei statt.
Im Dezember 2022 fanden in Los Angeles die Mogul Chessboxing Championships statt, bei denen international bekannte Schachspieler wie Lawrence Trent, Dina Belenkaya und Aman Hambleton antraten. Das Event brach den Youtube-Rekord für Live Zuschauer mit zeitweise 320.000 und über 4 Millionen Klicks im Anschluss und stellt so einen Meilenstein für den Trendsport dar.
Im Jahr 2023 sollte die Weltmeisterschaft in Las Vegas, Nevada stattfinden, doch Organisator Ludwig Ahgren konnte keine Sanktionierung durch die Nevada State Athletic Commission erlangen. Auch seine Anfragen an USA Boxing scheiterten. So sagte er den Event ab, obwohl bereits eine Halle gebucht war. Ende 2023 gab es eine Anfrage, den Event als Kickboxen zu organisieren, was möglich gewesen wäre, da Mixed Martial Arts nicht unter den Amateur Sports Act von 1978 fällt. Aber auch dies sagte ihm nicht zu.

## Anforderungen und Training
Schachboxer müssen sowohl beim Boxen als auch im Schach ein hohes Level haben, um für Profikämpfe im Schachboxen zugelassen zu werden. Aktuell gelten für die Wettkämpfe der Chess Boxing Global ein Elo-Rating von 1600 und eine Bilanz von 50 Amateurkämpfen im Boxen oder einer verwandten Kampfsportart als Mindestanforderungen. Ein entscheidender Faktor beim Schachboxen ist, dass die Kämpfer Schach hauptsächlich im Schnellschach-Format trainieren müssen, weil die Anforderungen bei Schachformen mit Zeitlimit andere sind als die einer klassischen Schachpartie.
Die besondere Kunst des Schachboxens liegt allerdings nicht nur darin, beide Sportarten auf einem hohen Niveau zu beherrschen, sondern vor allem den Wechsel von Vollkontaktsport zu Denksport und umgekehrt immer wieder aufs Neue von Runde zu Runde zu vollziehen. Denn nach drei Minuten Boxen, mit dem Puls am Anschlag, setzen sich die beiden Kontrahenten fast ohne Pause ans Schachbrett und müssen dort ruhig und taktisch überlegt agieren. Besonders mit steigender Kampfdauer wird dieser Wechsel immer schwieriger für die zusehends erschöpften Sportler.
Um diese Anforderungen zu trainieren, werden beim Schachboxtraining gezielt Blitzschachpartien ins Kraft- und Ausdauertraining eingebaut, um die körperliche und geistige Belastung eines Schachboxkampfes zu simulieren. So können zum Beispiel Übungen wie „track chess“ oder „stair chess“ trainiert werden, bei denen die zwei Trainingspartner eine 18-minütige Schnellschachpartie über sechs Runden spielen und zwischen den Schachrunden jeweils intensive Laufübungen wie 400-m-Sprints oder Treppensprints mit maximaler Intensität absolvieren. Auch Kraftübungen wie Liegestützen oder Boxsparring, kombiniert mit einer Schnellschachpartie, gelten als gängige Trainingsmethoden.

## Schachboxen in Deutschland
Deutschland spielt in der Geschichte des Schachboxens eine besondere Rolle, vor allem die Bundeshauptstadt Berlin. Sie gilt als Keimzelle des Schachboxsports und beheimatet heute neben dem ältesten und ersten Schachboxverein der Welt, dem Chess Boxing Club Berlin, auch den Schachboxweltverband
World Chess Boxing Organisation (WCBO) und die einzige durch die WCBO anerkannte Vermarktungsagentur für Profi-Schachboxkämpfe, die Chess Boxing Global Marketing GmbH. Der Chess Boxing Club Berlin wurde im Jahr 2004 vom Erfinder der Sportart Iepe Rubingh gegründet. Ein Jahr zuvor hatte Rubingh an gleicher Stelle den Weltverband WCBO ins Leben gerufen, unter dessen Flagge die Sportart in den Folgejahren bekanntgemacht wurde.
Außerhalb Berlins konnte sich Schachboxen in Deutschland außerdem im Münchner „Boxwerk“ unter der Leitung von Nick Trachte etablieren. Zudem wurden 2006 und 2008 in Köln Schachboxveranstaltungen durchgeführt und es gibt einzelne Kämpfer in Kiel und Mannheim, die zumeist in lokalen Boxclubs trainieren.
Nach der Corona-Pandemie entwickelt sich im Jahr 2022 Köln neben Berlin mit Chessboxing Cologne zum zentralen Austragungsort für Schachboxen in Deutschland. Im November 2022 gewann das deutsche Team bei der WM in Antalya vier Medaillen.

## Bisherige Titelträger
Zwischen 2003 und 2013 wurden die Weltmeisterschaftskämpfe im Schachboxen von der WCBO ausgerichtet, seit 2013 finden sie als Professionelle Veranstaltungen unter der Flagge der Chess Boxing Global GmbH statt.

### WCBO

#### Weltmeister
- 2003: Iepe Rubingh  Niederlande – Mittelgewicht, in Amsterdam gegen Jean Louis Veenstra  Niederlande
- 2007: Frank Stoldt  Deutschland – Halbschwergewicht, in Berlin gegen David Depto  Vereinigte Staaten
- 2008: Nikolay Sazhin  Russland – Halbschwergewicht, in Berlin gegen Frank Stoldt  Deutschland
- 2009: Leonid Chernobaev  Belarus – Halbschwergewicht, in Russland gegen Nikolay Sazhin  Russland

#### Europameister
- 2005: Tihomir Dovramadjiev  Bulgarien – Halbschwergewicht, in Berlin gegen Andreas Dilschneider  Deutschland
- 2010: Gianluca Sirci  Italien – Schwergewicht, in London gegen Andrew Costello  Vereinigtes Königreich
- 2024: Orfeo Maiorano  Deutschland – Mittelgewicht, in Dortmund gegen Edgars Raits  Vereinigtes Königreich

### CBGM Weltmeister
- 2013: Nikolay Sazhin  Russland –  Schwergewicht, in Moskau gegen Gianluca Sirci  Italien
- 2013: Leonid Chernobaev  Belarus – Halbschwergewicht, in Moskau gegen Tripathi Shailesh  Indien
- 2013: Sven Rooch  Deutschland – Mittelgewicht, in Moskau gegen Jonathan Rodriguez Vega  Spanien

## Wichtige Organisationen

### World Chess Boxing Organisation
Die World Chess Boxing Organisation wurde unmittelbar vor dem ersten Schachboxkampf im Jahr 2003 von Iepe Rubingh ins Leben gerufen. Ihr Ziel war und ist es, die WCBO als die weltweite Organisation für den Schachboxsport zu etablieren. Die WCBO hat das Ziel alle weltweit aktiven Schachboxvereine unter ihrem Dach zu versammeln und zu vernetzen. Im Jahr 2014 wurde sie vom Berliner Amtsgericht offiziell als eingetragener Verein nach deutschem Recht anerkannt. Ihren Sitz hat die Organisation in Berlin. Bis 2013 war die WCBO offizieller Ausrichter der Schachbox-Weltmeisterschaftskämpfe, bevor sie die Chess Boxing Global Marketing GmbH gemäß ihrer Satzung als alleinigen Vermarkter von professionellen Schachboxkämpfen anerkannte. Seitdem fokussiert sich die WCBO auf die, nicht kommerzielle, Breitensportorganisation und die Weiterentwicklung des Schachboxens. Erstes Ehrenmitglied ist der Comiczeichner Enki Bilal, dessen Comic Ausgangspunkt für die Erfindung des Schachboxens war.
Mitgliedsverbände der WCBO:
- Chessboxing Club Berlin (CBCB)
- Chessboxing Cologne (CBC)
- Chessboxing Organisation of India (CBOI)
- Chessboxing Organisation of Iran (CBOIR)
- Italian Chessboxing Federation (FISP)
- China Chessboxing (CBCN)
- USA Chessboxing
- Russian Chessboxing Organisation

### World Chess Boxing Association
Die World Chessboxing Association (WCBA) ist ein anerkannter Dachverband der Sportart Schachboxen. Er wurde im Jahr 2013 gegründet und hat seinen Hauptsitz in London, England. Der derzeitige Präsident ist Tim Woolgar, englischer Schachboxmeister im Schwergewicht.
Die World Chessboxing Association ist aus dem London Chessboxing Club entstanden, nachdem dieser von der World Chess Boxing Organization (WCBO) separiert wurde. Sie wurde 2013 durch Tim Woolgar gegründet, um die Entwicklung des Schachboxens zu forcieren. Die Champions der WBCO werden ebenfalls durch die WCBA geführt und anerkannt.
Mitglieder der WCBA:
- UK Chessboxing Association
- Russian Chessboxing Organisation
- Italian Chessboxing Federation

### Chess Boxing Global Marketing
Chess Boxing Global Marketing versteht sich als Vermarktungsagentur professioneller Schachboxkämpfe und aller kommerziellen Aktivitäten rund um die Sportart Schachboxen. Sie ist die offiziell einzige durch die WCBO anerkannte Vermarktungsagentur von professionellem Schachboxen und übernimmt Aufgaben wie die Organisation der Weltmeisterschaften für Profisportler und die Vermarktung der Profisportler selbst. Die CBGM wurde 2013 von Iepe Rubingh in Berlin gegründet und erlangte kurz nach ihrer Gründung Aufmerksamkeit durch die Auktion eines Gemäldes von Enki Bilal am 23. Februar 2013 in Paris. Durch die Versteigerung des Bildes, das einen künstlerisch inszenierten Schachboxer zeigt, konnte die CBGM 170.000 Euro generieren. Die ersten Weltmeisterschaftskämpfe unter dem Dach der Chess Boxing Global Marketing fanden 2013 unter den Augen von 1200 Zuschauern in Moskau statt. Unter dem Claim „A quest for the smartest and toughest man on the planet“, treffen hier Profisportler der ganzen Welt aufeinander.
Aktuelle Weltmeister:
- Mittelgewicht: Sven Rooch  Deutschland
- Halbschwergewicht: Leonid Chernobaev  Belarus
- Schwergewicht: Nikolay Sazhin  Russland

### Landesverbände und /-Vereine
Derzeit existieren folgende Schachboxverbände auf der Welt, von besonderer Bedeutung sind vor allem der Chess Boxing Club Berlin, als ältester Schachboxclub der Welt und die Chess Boxing Organisation India, welche derzeit mit circa 400 Mitgliedern den größten Verband der Welt stellt:
- Chess Boxing Club Berlin: seit 2004.
- Russian Chessboxing Organisation: seit 2008.
- London Chessboxing: seit 2009.
- LA Chessboxing: seit 2009.
- Boxwerk München: Schachboxen: seit 2010.
- New York Chessboxing Club: seit 2010.
- Chess Boxing Organisation India: seit 2011.
- USA Chessboxing: seit 2011.
- Italian Chessboxing Federation: seit 2012.
- Iran Chess Boxing Organisation: seit 2013.
- Chessboxing Cologne: seit 2022.